# VSWR
VSWR son las siglas en inglés de Voltage Standing Wave Ratio, el cual se refiere específicamente al comportamiento del voltaje (mínimos y máximos) en un fenómeno de onda estacionaria entre una línea de transmisión y su carga en el extremo. Se denomina en español Relación de Onda Estacionaria ROE, y está implícito que se trata de la relación (razón geométrica) entre el voltaje máximo y el voltaje mínimo existente.
Este parámetro es usado en líneas de transmisión de potencia de baja frecuencia y es muy común en radiofrecuencia. Se emplea en muchos otros casos para significar el mismo fenómeno el término Pérdida de Retorno, aunque cuantitativamente sea distinto.